# Oscar Jørgensen
Oscar Erik Mammen Jørgensen (17. december 1909 – 21. maj 1992) var en dansk fodboldspiller, der har spillet 28 kampe for Danmarks landshold i perioden fra 1932 til 1945. Han spillede i hele sin karriere for Kjøbenhavns Boldklub. Han var en typisk forsvarsspiller, der i kraft af sin kropsbygning og et dygtigt hovedspil blev en forsvarsklippe både på klubhold og landshold. Begge steder var han i mange år anfører.

## Ekstern kilde/henvisning
Oscar Jørgensens landsholdprofil Arkiveret 28. februar 2009 hos  Wayback Machine